# Mohnia parva
Mohnia parva är en snäckart som först beskrevs av Addison Emery Verrill och S. Smith 1882.  Mohnia parva ingår i släktet Mohnia och familjen valthornssnäckor. Inga underarter finns listade i Catalogue of Life.